# 沃爾比察市鎮

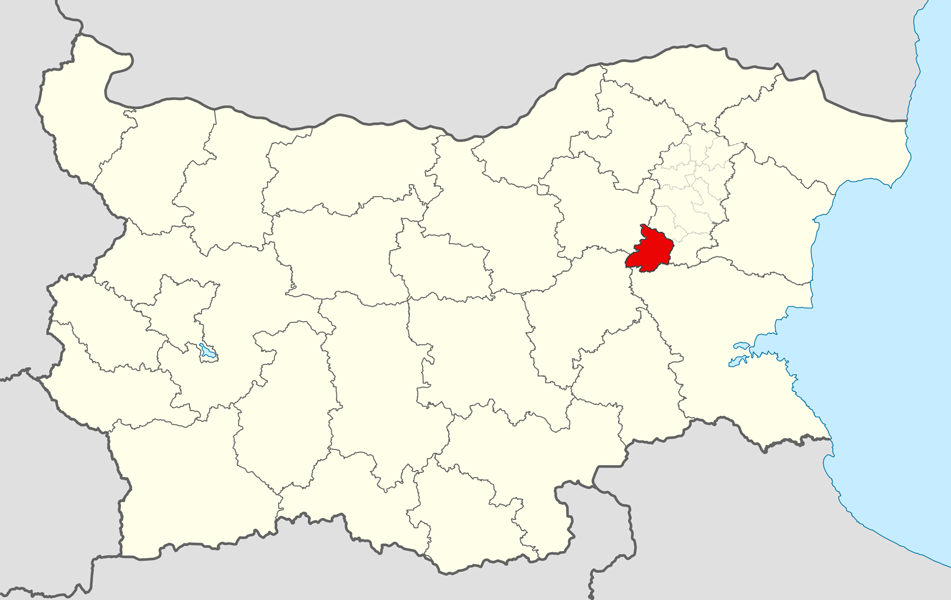

沃爾比察市，是保加利亞的城鎮，位於該國東北部，由舒門州負責管轄，首府設於沃爾比察，面積419平方公里，2009年人口10,492，人口密度每平方公里25.04人。
43°0′N 26°43′E / 43.000°N 26.717°E